# Kosalj
Kosalj (znanstveno ime Abramis ballerus) je sladkovodna riba iz družine pravih krapovcev.

## Opis
Kosalj ima podolgovato, visoko in močno bočno stisnjeno telo, katerega eno šestino zavzema glava z majhnimi koničastimi usti. Telo je pokrito z majhnimi cikloidnimi luskami, ki so pri tej vrsti najmanjše v rodu Abramis. Od ostalih vrst iz istega rodu se kosalj loči tudi po dolgi bazi predrepne plavuti, ki je precej daljša kot pri drugih vrstah. Začenja se namreč na nasprotni strani hrbtne plavuti in poteka skoraj do repne plavuti. Repna plavut je sestavljena iz dveh krakov, spodnji krak pa je daljši od zgornjega. Po sredini telesa poteka ravna pobočnica, ki le tik pred škržnim poklopcem zavije navzgor.
Koselj je po zgornjem delu glave rjavkaste barve, hrbet je temno zelen ali temno moder, boki pa so svetlo rumenkasto srebrne barve. Trebuh teh rib je rdečkaste barve. Prsni in trebušni plavuti so rumene, ostale pa so malce temnejše, obrobljene s temnejšim robom in posute s temnejšimi pegami.
Kosalj zraste povprečno od 20 do 30 cm, izjemoma pa doseže tudi do 45 cm in lahko dosežejo do 80 dekagramov. Spolno te ribe dozorijo v četrtem ali petem letu starosti, drstijo pa se od aprila do začetka junija. Drstijo se v višjem toku rek, kamor se v času drsti premaknejo iz nižjih, počasneje tekočih delov rek. Samice odložijo na vodno rastlinje do 76.000 lepljivih iker.

## Razširjenost in uporabnost
Kosalj poseljuje počasnejše vodotoke in akumulacijska jezera. V Evropi ga najdemo v spodnjem toku rek, ki se izlivajo v Baltik in v vzhodni del Severnega morja. Naselitveno območje sega tudi v porečje Donave, Dona, Volge in uralskih rek, na severu pa poseljuje reke , ki se stekajo v jezero Maelar in nekatere reke na Finskem.
V Sloveniji ga najdemo v rekah Muri, Dravi, občasno pa tudi v Savi, Krki in Kolpi.
Kot mnoge druge ribje vrste kosalja ogroža onesnaževanje. Gospodarsko kosalj ni pomembna riba.